# Malin Åkerman
Malin Maria Åkerman (phát âm tiếng Thụy Điển: [ˈmɑːlɪn ²oːkɛrˌman] ⓘ, tiếng Anh:  /ˈmɑːlɪn ˈækərmæn/; sinh ngày 12 tháng 5 năm 1978) là một ca sĩ, diễn viên và người mẫu sinh ra tại Thụy Điển.

## Danh sách phim

### Điện ảnh
| Năm  | Phim                              | Vai                              | Ghi chú                     |
| ---- | --------------------------------- | -------------------------------- | --------------------------- |
| 2000 | The Skulls                        | Coed in Caleb's Apartment        |                             |
| 2002 | The Circle                        | Tess                             |                             |
| 2003 | The Utopian Society               | Tanci                            |                             |
| 2004 | Harold & Kumar Go to White Castle | Liane                            |                             |
| 2007 | The Invasion                      | Autumn                           | Không được ghi danh         |
| 2007 | The Brothers Solomon              | Tara Anderson                    |                             |
| 2007 | The Heartbreak Kid                | Lila Cantrow                     |                             |
| 2007 | Heavy Petting                     | Daphne                           |                             |
| 2008 | 27 Dresses                        | Tess Nichols                     |                             |
| 2009 | Bye Bye Sally                     | Sally Grimshaw                   | Phim ngắn                   |
| 2009 | Watchmen                          | Laurie Jupiter / Silk Spectre II |                             |
| 2009 | The Proposal                      | Gertrude                         |                             |
| 2009 | Couples Retreat                   | Ronnie                           |                             |
| 2010 | happythankyoumoreplease           | Annie                            |                             |
| 2010 | The Romantics                     | Tripler                          |                             |
| 2011 | Elektra Luxx                      | Trixie                           |                             |
| 2011 | The Bang Bang Club                | Robin Comley                     |                             |
| 2011 | Catch.44                          | Tes                              | Phát hành dưới dạng đĩa DVD |
| 2012 | Wanderlust                        | Eva                              |                             |
| 2012 | The Giant Mechanical Man          | Jill                             |                             |
| 2012 | Rock of Ages                      | Constance Sack                   |                             |
| 2012 | Stolen                            | Riley Jeffers                    | Phát hành dưới dạng đĩa DVD |
| 2012 | Hotel Noir                        | Swedish Mary                     | Phát hành dưới dạng đĩa DVD |
| 2013 | Cottage Country                   | Cammie Ryan                      |                             |
| 2013 | The Numbers Station               | Katherine                        | Phát hành dưới dạng đĩa DVD |
| 2013 | CBGB                              | Debbie Harry                     |                             |
| 2015 | The Final Girls                   | Amanda Cartwright/Nancy          |                             |
| 2015 | Unity                             | Narrator (lồng tiếng)            | Phim tài liệu               |
| 2015 | I'll See You in My Dreams         | Katherine Petersen               |                             |
| 2016 | Misconduct                        | Emily                            | Phát hành dưới dạng đĩa DVD |
| 2016 | The Ticket                        | Sam                              |                             |
| 2018 | Rampage                           | Claire Wyden                     | Hậu kỳ                      |